# アレクサンダー・フレイザー (第13代ソルトーン卿)
第13代ソルトーン卿アレクサンダー・フレイザー（英語: Alexander Fraser, 13th Lord Saltoun、1684年 – 1748年7月24日）は、スコットランド貴族。

## 生涯
第12代ソルトーン卿ウィリアム・フレイザーとマーガレット・シャープ（Margaret Sharp、1734年8月29日没、ジェームズ・シャープの娘）の長男として、1684年に生まれた。
1715年3月18日に父が死去すると、ソルトーン卿の爵位を継承した。
心情としては政府を支持したが、政治には関わらなかったという。
1748年7月24日に死去、長男アレクサンダーが爵位を継承した。

## 家族
1707年、メアリー・ゴードン（Mary Gordon、1682年3月28日 – 1753年2月10日、初代アバディーン伯爵ジョージ・ゴードンの娘）と結婚、3男2女をもうけた。
- アレクサンダー（1710年 – 1751年） - 第14代ソルトーン卿。生涯未婚
- ウィリアム（1748年11月22日没） - 弁護士
- ジョージ（1720年 – 1781年） - 第15代ソルトーン卿、海兵隊隊員。子供あり
- アン（1807年4月18日没）
- ソフィア（1784年4月4日没）